# 7,62×39 mm
7,62×39 mm a második világháború során kifejlesztett szovjet eredetű karabélytöltény, melyet először az RPD golyószóróhoz használtak. Az AK–47 és SZKSZ karabélyok széles körű elterjedése miatt a töltény használói között számos hadsereg és civilek is vannak az egész világon. A 7,62×39 mm töltény bizonyítottan jól teljesít extrém hőmérsékleteken (-50 és 50°C között) is, így szélsőséges időjárási viszonyok mellett is alkalmazható.
A 7,62×39 mm megjelenése után nem sokkal rendszeresítette a Szovjetunió az e lőszert tüzelő, mára már világszerte ismert AK–47 gépkarabélyt. A töltény az 1970-es évekig szovjet használatban maradt, míg a Varsói Szerződés államaiban csak az 1990-es és 2000-es évek után kezdődött lecserélése. Számos ország hadserege jelenleg is használja, és máig a világ egyik leggyakrabban előforduló katonai gépkarabély tölténye. Orosz általános használatból kivonták a könnyebb 5,45×39 mm-es töltényt tüzelő AK–74 rendszeresítésekor.

## Történet
A Szovjetunió Hadiipari Népbiztosságának Műszaki Tanácsa (Техсовет Наркомата Вооружения) 1943. július 5-én ült össze, hogy megvitassák egy új köztes lőszer bevezetését. A bevezetési tervekhez a kezdetektől fogva hozzá tartozott az is, hogy egy félautomata puskát, gépkarabélyt és könnyű géppuskát is rendszeresíteni fognak, amelyek mind ezt az új lőszert tüzelik majd.
A több száz előzetes terv után 8 maradt versenyben, de az akkori végső dizájn még 41 mm hosszúságú hüvellyel rendelkezett (ezért ezt 7,62×41 mm-nek nevezték), és egy 22,8 mm hosszú lövedékkel, amely kizárólag ólomból készült. Zömökebb kialakításával ez kinézetében is eltért a ma már ismert töltény alakjától. A kezdeti gyártás 1944-ben kezdődött el, viszont a töltény még folyamatos tesztelés alatt maradt. A későbbi teszteredmények kimutatták, hogy a korábban elhagyott csónak farkas kialakítás javítja a lövedék pontosságát rövid és hosszú lőtávolságokon is. A csónak farok hozzáadása után a súly megőrzésének érdekében meghosszabbították a lövedék hosszát, ami letisztultabb megjelenést eredményezett. Ez egy 26,8 mm hosszú lövedéket jelentett, és a töltény teljes mérete miatt a hüvely hosszán is változtatni kellett - így lett 38,7 mm hosszú (amely kerekítve 39 mm, így 7,62×39 mm). Az új lövedék anyaga ólombevonatú, alacsony széntartalmú acél lett, hogy lehetséges legyen a 7,62×25 mm TT töltényhez használt gyártási eszközök újbóli felhasználása. Az immár 57–N–231SZ jelzésű töltényt 1947 közepén hagyta jóvá az szovjet Védelmi Minisztérium Rakéta és Tüzérségi Eszközök Főcsoportfőnöksége(GRAU), és ebben az évben kezdődött el sorozatgyártása.

## Méretek
A 7,62×39 mm töltényhüvely űrmérete 2,31 ml.
A 7,62×39 mm maximális C.I.P. által előírt méretei. (A méretek milliméterben szerepelnek.)
A vállszög 16,4 fok. A használt mag szokásos huzagolás csavarodása 240 mm (1 fordulat 9,45") illetve 229 mm (1 fordulat 9"). A huzagolás 4 horonyból áll, Ø oromnál = 7,62 mm, Ø horonynál = 7,92 mm, a huzagmélység = 0,381 mm.

## Felhasználás
A számos katonai felhasználón kívül (a töltény rendszeresítve van több országnál) a 7,62×39 mm széles körben elterjedt az Egyesült Államokban civil felhasználók között. Vadászatban, lövészeti sportokban és szabadidős lövészetben egyaránt népszerű, hiszen katonai többletként importálva rendkívül kedvező áron lehet hozzá jutni. Az AK–47 és SZKSZ karabélyok civil változatai, amelyek ezt a töltényt használják, szintén elérhető árakon vannak értékesítve a tengerentúlon. Ezen kívül számos nagyobb amerikai fegyvergyártó (Colt, Ruger, SIG) cég kínál helyileg gyártott karabélyokat amelyek a 7,62×39 mm lőszert használják.

## Fordítás
- Ez a szócikk részben vagy egészben az 7.62x39mm című angol Wikipédia-szócikk fordításán alapul.  Az eredeti cikk szerkesztőit annak laptörténete sorolja fel. Ez a jelzés csupán a megfogalmazás eredetét és a szerzői jogokat jelzi, nem szolgál a cikkben szereplő információk forrásmegjelöléseként.